# George Mihail Zamfirescu
George Mihail Zamfirescu (ur. 1898 w Bukareszcie, zm. 1939) – rumuński powieściopisarz, dramaturg i nowelista.
Debiutował w roku 1918 publikując wiersze na łamach gazety Literatorul. Współpracował m.in.i z pismami Adevărul oraz Facla. Był kierownikiem zespołów aktorskich Masca i 13+1. W okresie od 1933 do 1939 został dyrektorem Teatru Narodowego w Jassach.

## Twórczość
- 1924 - Flamura albă (Biała flaga)
- 1925 - Cuminecătura (Komunia)
- 1926 - Gazda cu ochii umezi (Gospodyni o wilgotnych oczach)
- 1927 - Domnișoara Nastasia (Panna Nastazja)
- 1931 - Madona cu trandafiri (Madonna z różami)
- 1933 - Maidanul cu dragoste (Śmietnik miłości)
- 1935 - Idolul și Ion Anapoda (Bożyszcze i Ion Na opak)
- 1935 - Sfânta mare nerușinare (Święta wielka bezwstydność)
- 1938 - Cutia cu maimuţe (Pudło z małpami)
- 1939 - Cântecul destinelor (Pieśń przeznaczenia)
- 1939 - Sam, poveste cu mine, cu tine, cu el (Sam, czyli historia o mnie, o tobie, o nim)
- Bariera (Rogatki) - wydanie pośmiertne